# Muzeum Broni Pancernej w Poznaniu
Muzeum Broni Pancernej w Poznaniu – oddział Muzeum Wojska Polskiego w Warszawie, zlokalizowany na poznańskiej Woli na terenie dawnych koszar, w pobliżu portu lotniczego Poznań-Ławica. 

## Działalność
Ekspozycja broni pancernej powstała w Poznaniu w latach 1963–1964, na terenie koszar na Sołaczu przy. ul. Wojska Polskiego. Początkowo była to kolekcja służąca jako pomoc dydaktyczna dla podchorążych Oficerskiej Szkoły Broni Pancernej. Na potrzeby kolekcji w 1964 wybudowana została specjalna hala o powierzchni 750 m². Pierwszymi pojazdami wchodzącymi w skład kolekcji były m.in. IS-2, IS-3, T-34/85, ISU-152.
Funkcję dydaktyczną kolekcja pełniła do rozwiązania Wyższej Szkoły Oficerskiej Wojsk Pancernych w 1993. W miejsce WSOWP powstało Centrum Szkolenia Wojsk Lądowych im. Hetmana Polnego Koronnego Stefana Czarnieckiego. W strukturze centrum kolekcja funkcjonowała jako „Sala Tradycji Centrum Szkolenia Wojsk Lądowych”, a potocznie nazywana była muzeum broni pancernej. 
W grudniu 2008 do rejestru zabytków zostało wpisanych 37 pojazdów z kolekcji.
W marcu 2015 sala tradycji została przekształcona w muzeum i podporządkowana jako oddział Muzeum Wojska Polskiego. 4 października 2019 Muzeum Broni Pancernej zostało otwarte dla zwiedzających w nowej siedzibie przy ul. 3 Pułku Lotniczego 4 w Poznaniu. W trakcie pandemii COVID-19 teren muzeum został wykorzystany jako centrum logistyczne.
W dniach od 27 czerwca do 22 sierpnia 2022 r. na parkingu przed muzeum eksponowano wraki rosyjskich pojazdów, zniszczonych i przejętych przez armię ukraińską w trakcie rosyjskiej inwazji.

## Zbiory
Do najcenniejszych obiektów zgromadzonych w muzeum należą:
- samobieżne działo szturmowe Sturmgeschütz IV, jedyne na świecie zdatne do ruchu i jedno z dwóch na świecie kompletnie zachowanych (wydobyte z rzeki Rgilewki),
- niszczyciel czołgów Achilles
- czołg średni T-34/85 (grał w serialu Czterej pancerni i pies)
- czołg średni T-34/85 (służył w 2. Brygadzie Pancernej),
- czołg średni T-34/76, służący polskim żołnierzom jednostek pancernych wysyłanych na front,
- lekki czołg T-70,
- działo samobieżne SU-76 z oryginalnym napisem Zemsta za Katyń,
- średnie działo samobieżne SU-85,
- lekki czołg rozpoznawczy TKS (najstarszy i najlżejszy eksponat placówki, zbudowany w 1935),
- czołg T-55 z autografem Stevena Spielberga (pojazd wystąpił w filmie Most szpiegów jako czołg Nationale Volksarmee)
- czołg pościgowy Centaur Mk I, typ C (renowacja),
- czołg średni PzKpfw III Ausf. N (renowacja),
- samochód ZiŁ-111D,
- działo 2S7 Pion (Piwonia) o kalibrze 203,2 mm i zasięgu 47 km[5].
- parowóz Tp3 – depozyt Polskiego Stowarzyszenia Miłośników Kolei

Od roku 2012 zbiory muzeum oglądać można w Internecie.

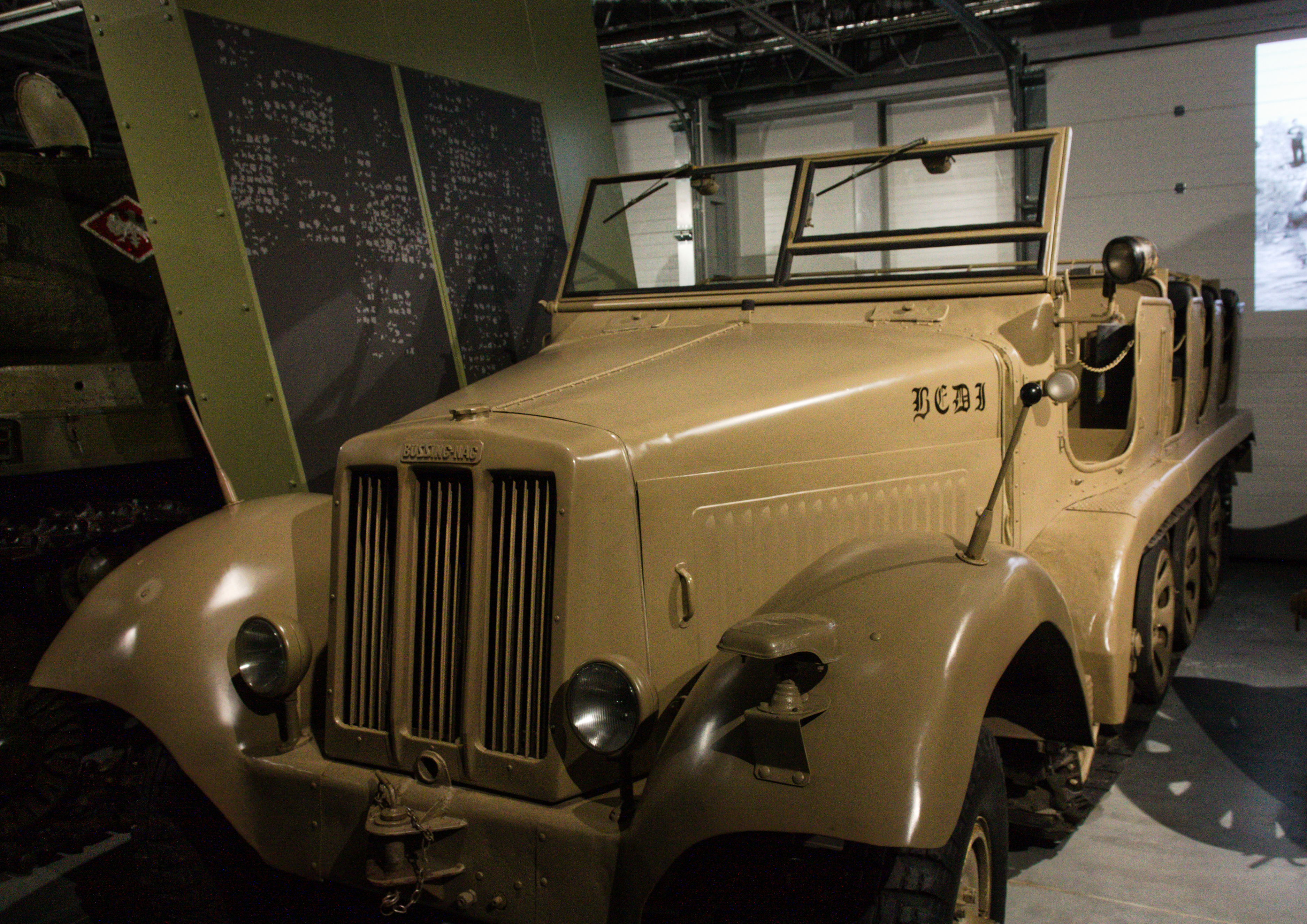
Sd.Kfz.6
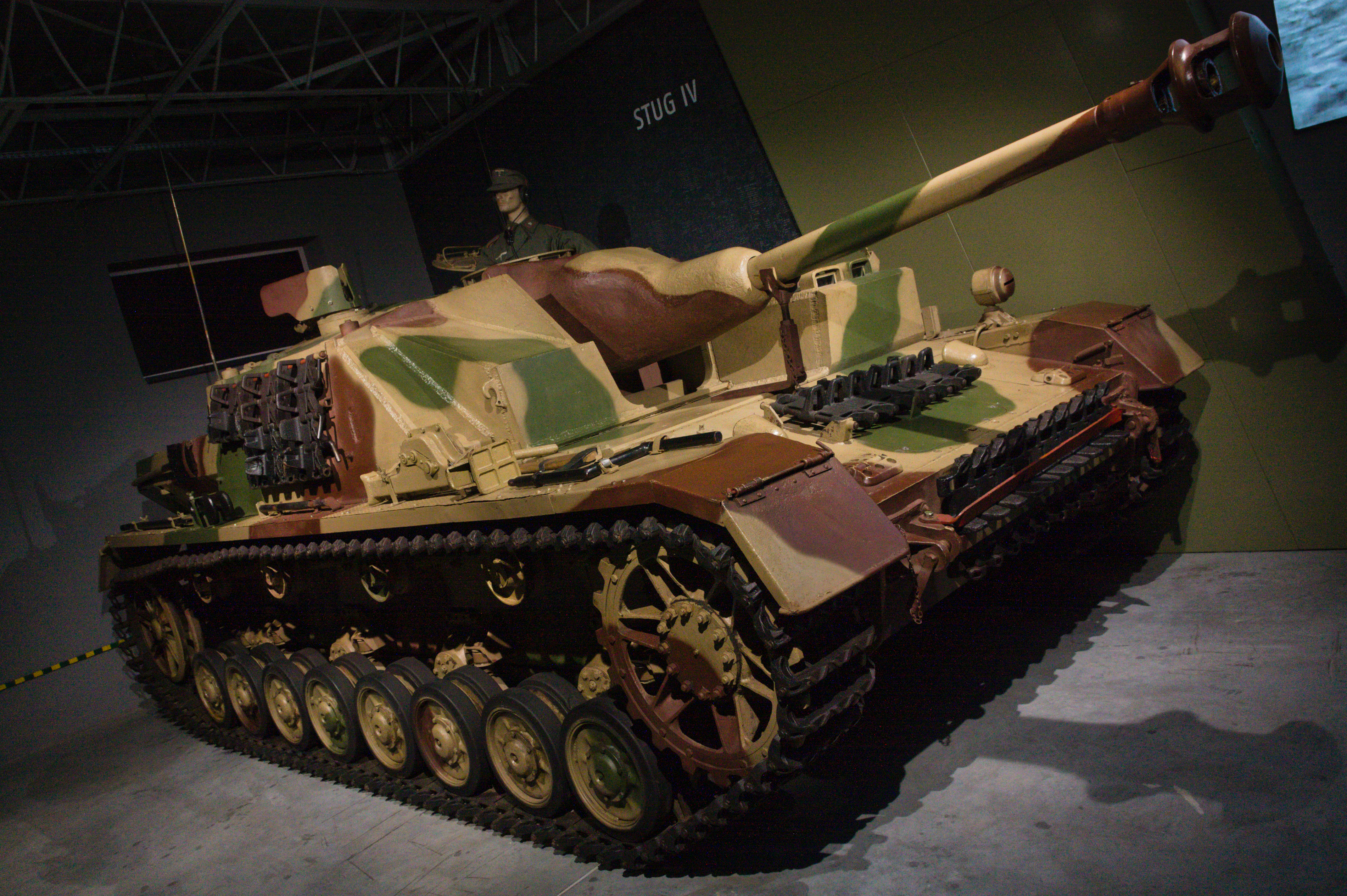
Sturmgeschütz IV
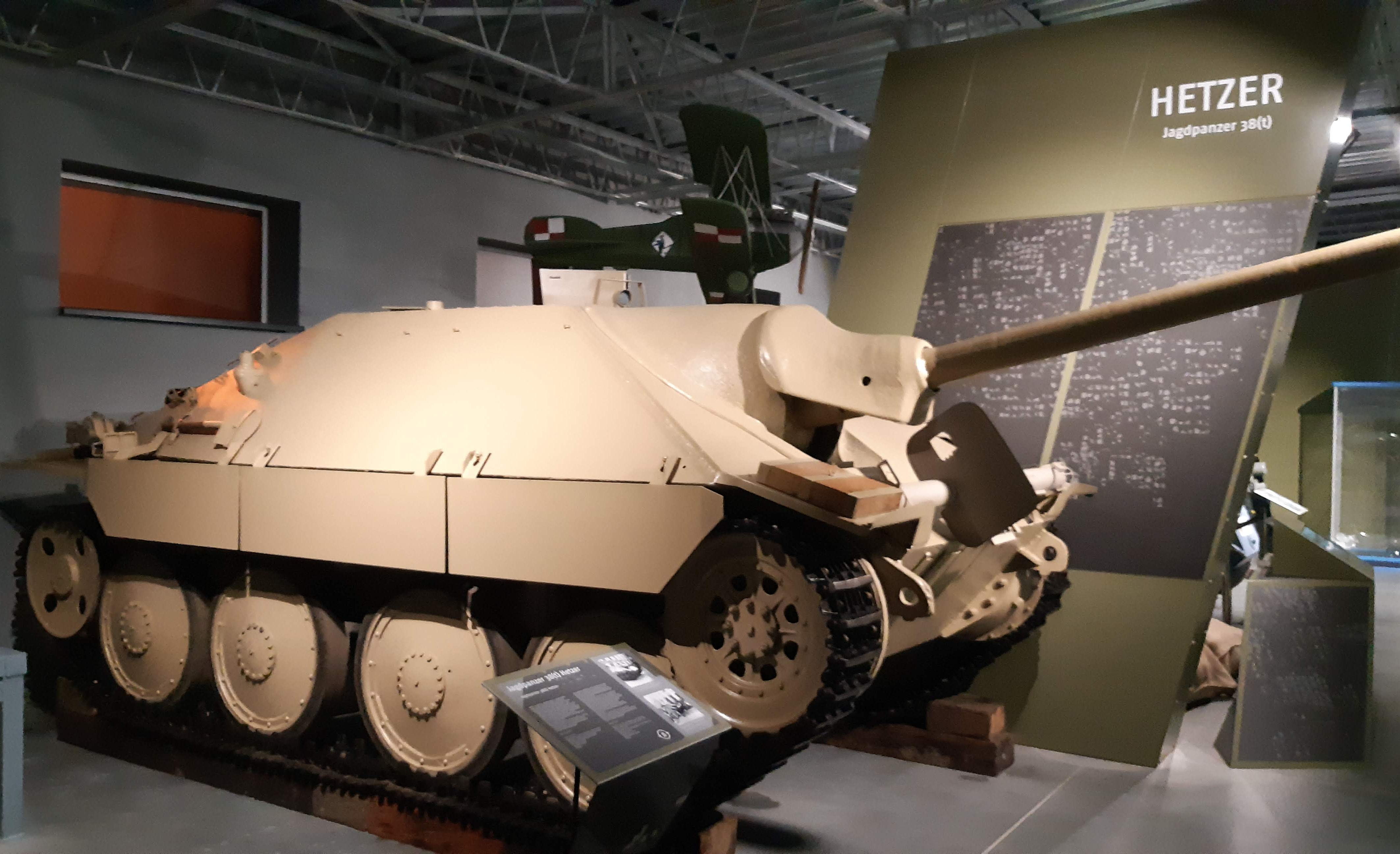
Jagdpanzer 38(t)
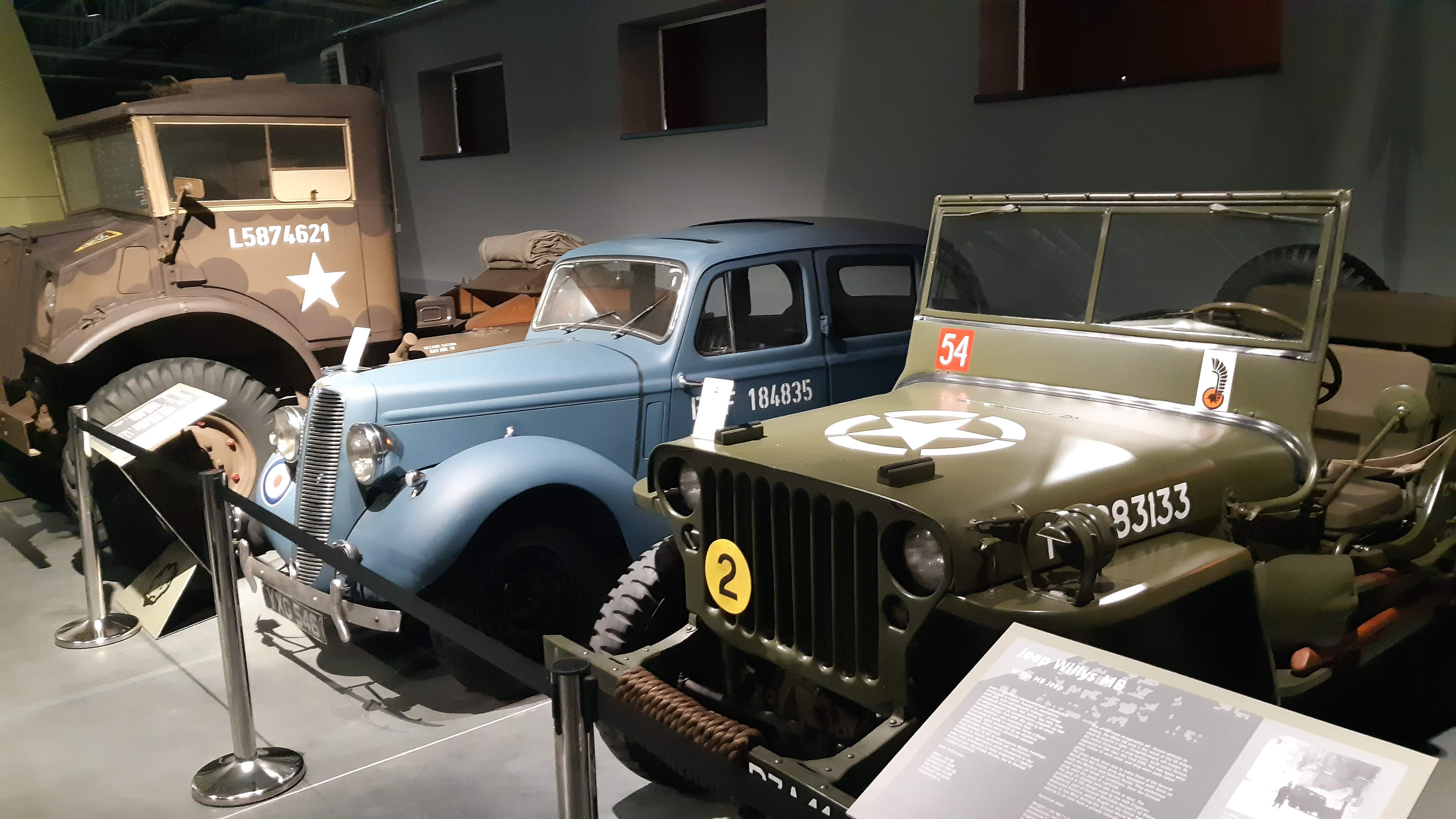
Pierwszy z prawej: Willys MB
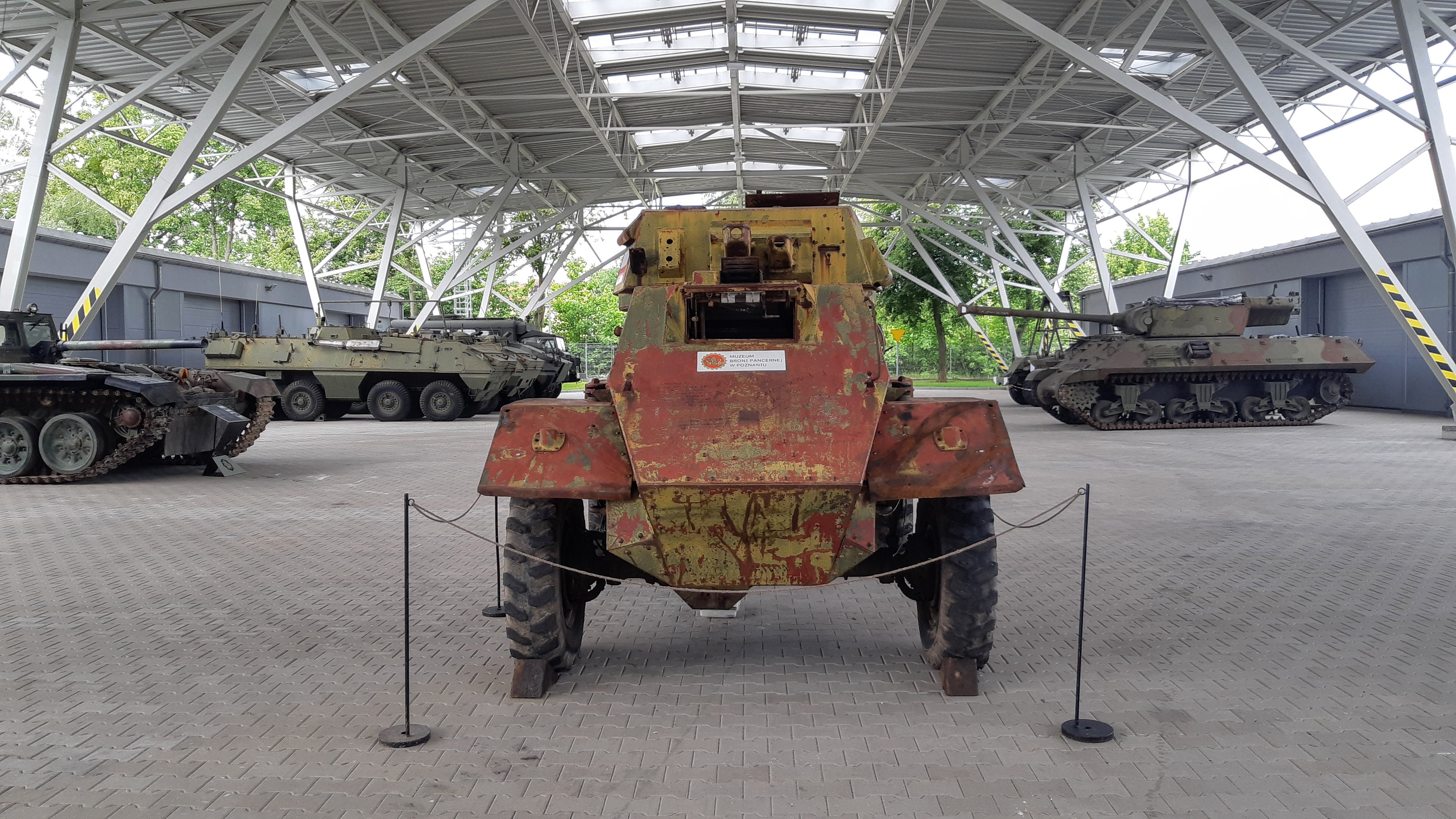
Lekki samochód rozpoznawczy Fox
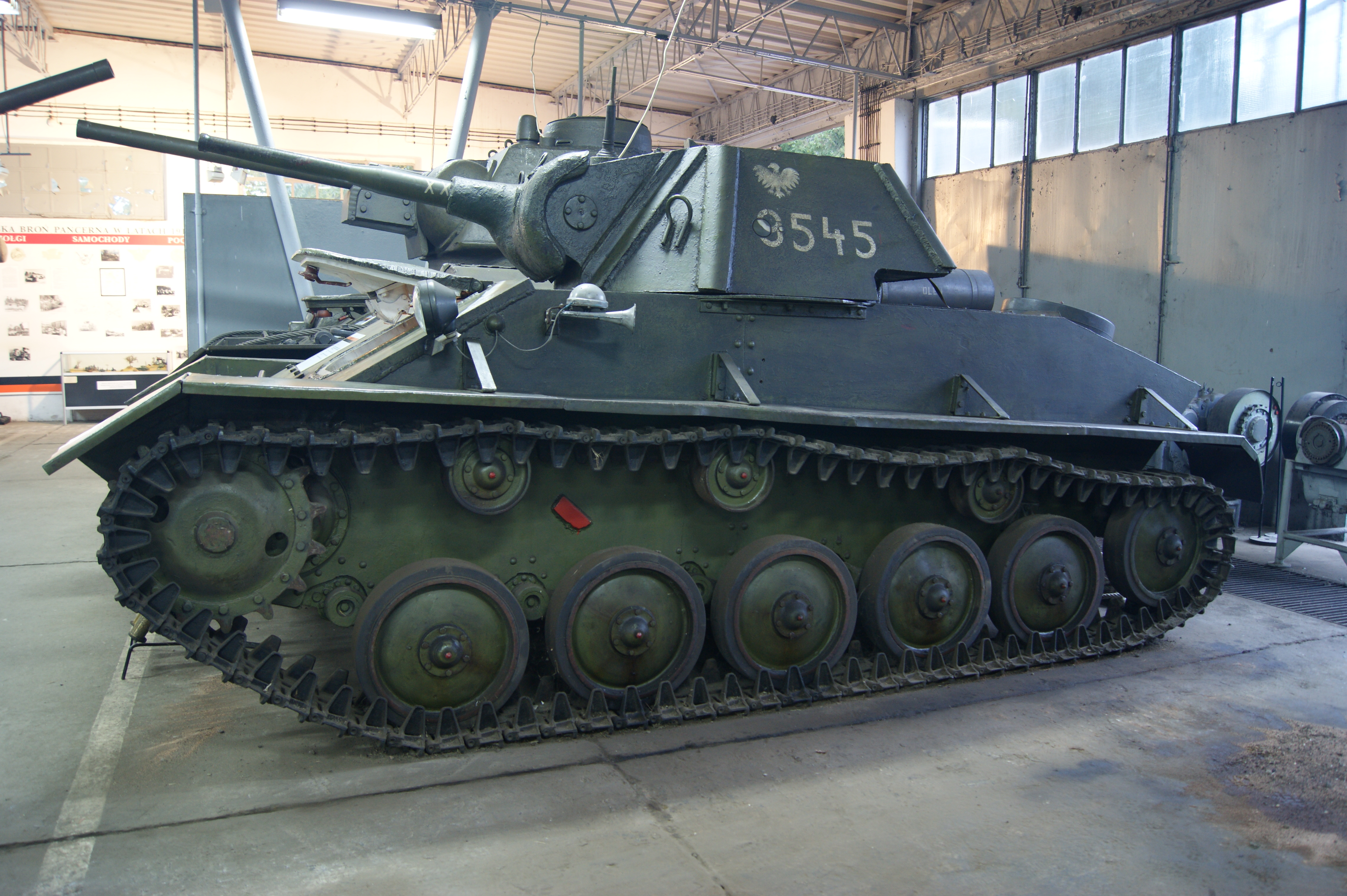
T-70
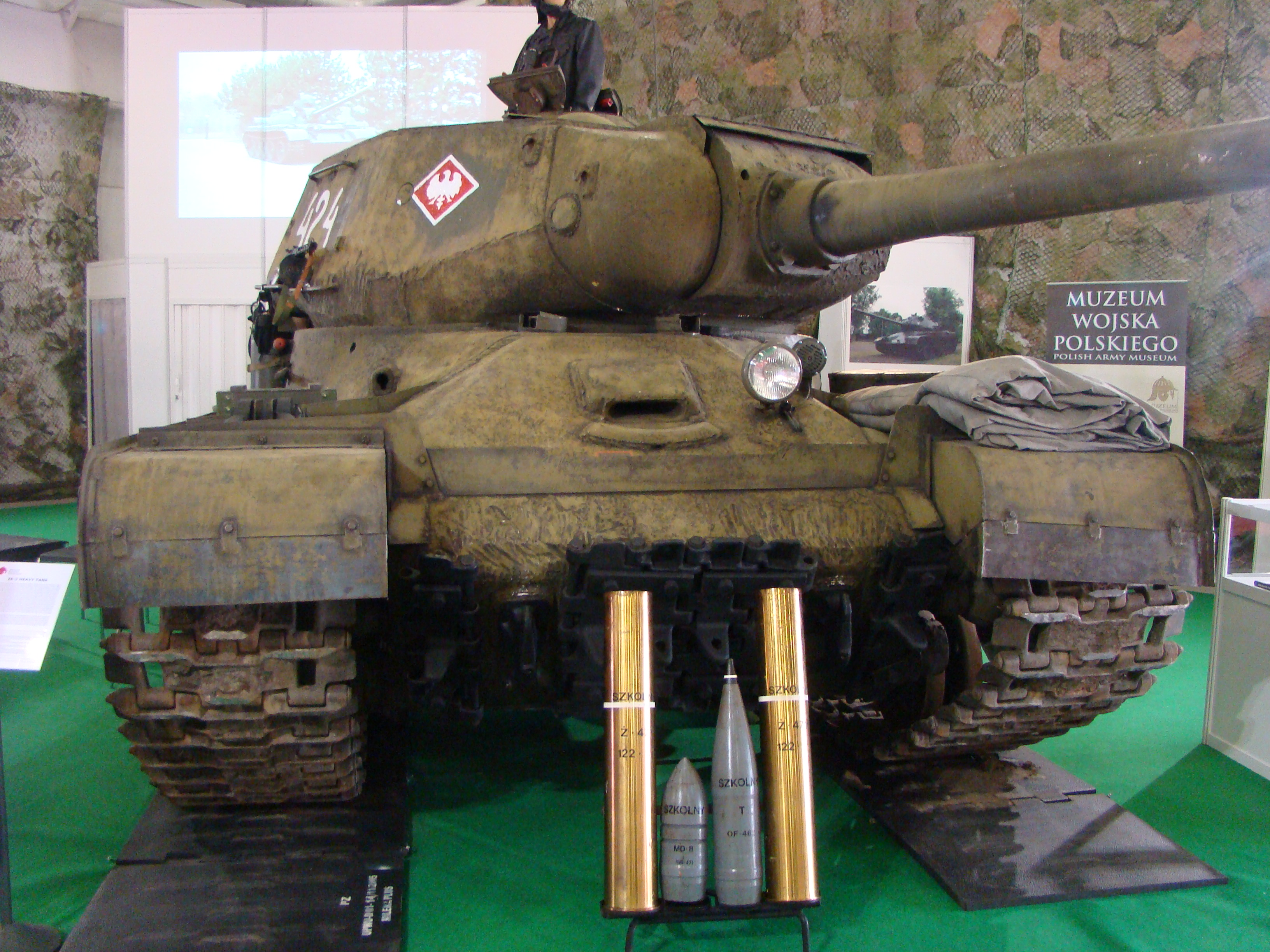
IS-2
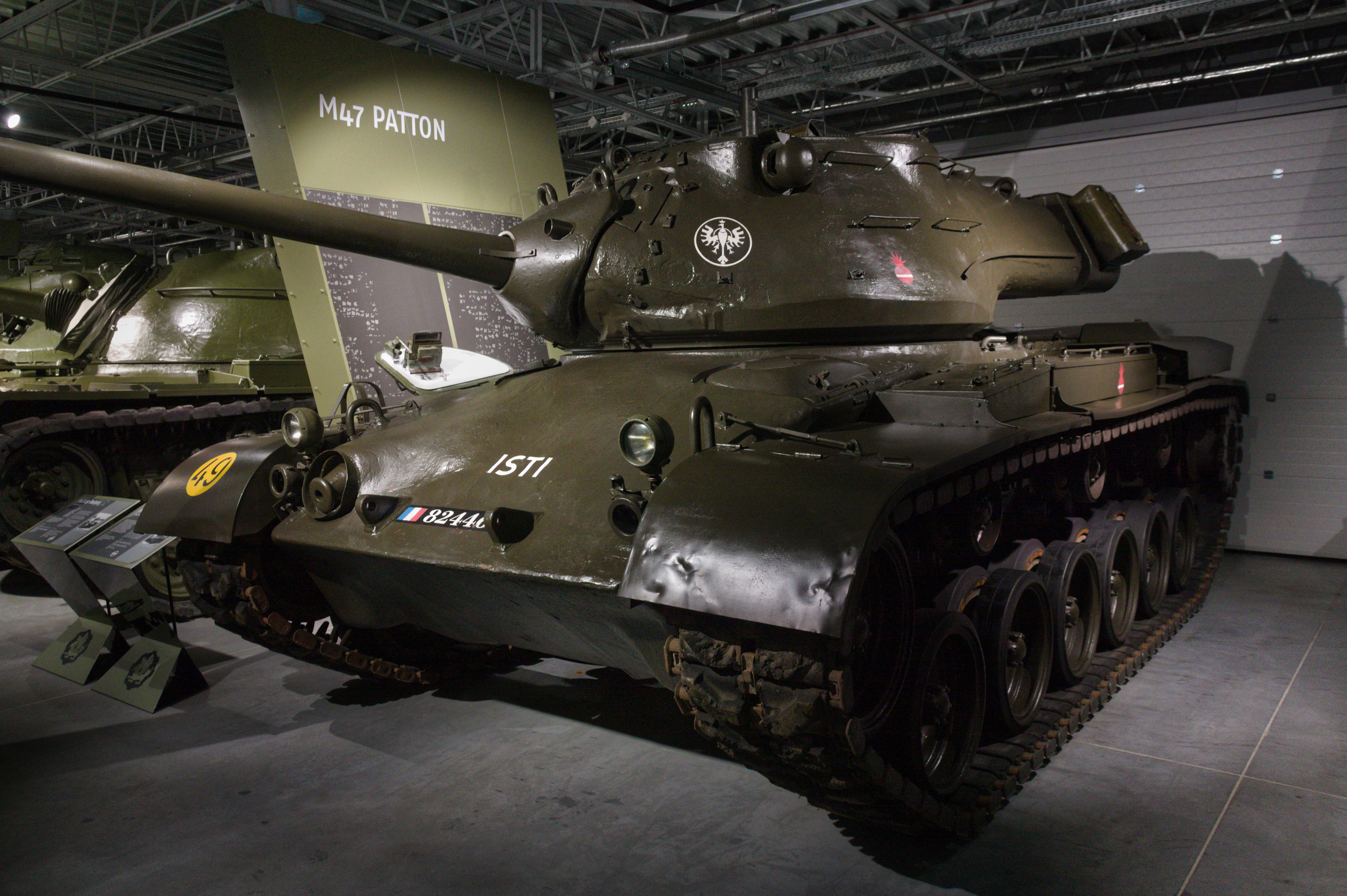
M47 Patton